# Johann Hedwig
Johann Hedwig (Brassó, 1730. december 8. – Lipcse, 1799. február 18.) erdélyi szász orvos és természettudós. Botanikai szakmunkákban nevének rövidítése: „Hedw.”.

## Élete
16 éves volt, amikor apja, a város kültanácsának tagja meghalt, mire 1747-ben elhagyta szülővárosát, és Bécsbe ment; innét azonban csakhamar Pozsonyba tért vissza, ahol két évig folytatta tanulmányait. Azután Zittauban tanult három évig. 1752. január 14-étől a Lipcsei Egyetemen az orvostudományt hallgatta, s 1759-ben orvosdoktorrá avatták. 1762-ben mint gyakorló orvos Chemnitzben telepedett le, ahol mellékesen kedvenc foglalkozását, a füvészetet folytatta s különösen a moháknak górcsövi tanulmányozása útján szerzett kiváló ismereteket. Fölfedezéseit koronként közzétette a német szakfolyóiratokban.
1781-ben Lipcsébe költözött. 1786-ban az egyetem orvosi karában rendkívüli tanár lett és 1789-ben a botanika rendes tanára. 1791-ben a lipcsei tanács a Tamás-iskolánál orvosnak alkalmazta. A mohák tanulmányozásával korszakot alkotott. Fölfedezte 1774-ben a mohák ivaros szaporodását és ezzel a szentpétervári egyetemtől a virágtalanok szaporodó műszereinek fölfedezésére kitűzött 1783. évi pályadíjat kapta. Korszakos botanikai fölfedezéseiért a londoni, stockholmi s más tudós társaságok tagul választották.
1792-ben a Leopoldina Német Természettudományos Akadémia tagjává választották.

## Művei
- Vorläufige Anzeige meiner Beobachtungen von den wahren Geschlechtstheilen der Moose und ihrer Fortpflanzung durch Saamen. Leipzig, 1718 (Sammlungen zur Physik und Naturgeschichte I. 3.)
- Fundamentum historiae naturalis muscorum frondosorum, concernens eorom flores, fructus, seminalem propagationem, adjecta dispositione methodica iconibus illustrata. Leipzig, 1782–83, két kötet
- Theoria generationis et fructicationis plantarum cryptogamicarum Linnaei… St. Petersburg, 1784, két rész 37 tábla rajzzal (2. kiadás. Lipcse, 1798)
- Sammlung meiner zerstreuten Abhandlungen. St. Petersburg, 1793–97, két kötet
- Hedwig species muscorum frondosorum descriptae et tabulis aeneis 77 coloratis illustratae. Opus posthumum ed. a Friderico Schwaegrichen. St. Petersburg, 1801
- Lumnitzer. Flora Posoniensis cz. munkája számára H. a mohákat dolgozta ki. A mohákat ábrázoló kézi rajzainak egy része a m. n. múzeumba került.